# Xinqiu
Xinqiu är ett stadsdistrikt i Fuxin i Liaoning-provinsen i nordöstra Kina.